# Rukomet na Mediteranskim igrama 2001.
Rukometni turnir na MI 2001. održavao se u Tunisu u Tunisu. Hrvatska je u završnici pobijedila domaćina 25:24 i osvojila treći uzastopni naslov. U susretu za broncu Francuska je pobijedila Španjolsku 22:21.

## Konačni poredak
| Mj. | Država         |
| --- | -------------- |
| 1.  | Hrvatska       |
| 2.  | Tunis          |
| 3.  | Francuska      |
| 4.  | Španjolska     |
| 5.  | SR Jugoslavija |
| 6.  | Slovenija      |
| 7.  | Alžir          |
| 8.  | Italija        |
| 9.  | Grčka          |
| 10. | Maroko         |
| 11. | Turska         |
| 12. | Sirija         |

| Pobjednici            |
| --------------------- |
| Hrvatska Treći naslov |